# Septembre 1959

## Événements
- Canada : premier lancement d'une fusée Black Brant à Churchill au Manitoba.

- 2 septembre : le constructeur Ford lance la voiture « Falcon » qui sera fabriquée jusqu'en 1971.

- 6 septembre : scission au sein de l’Istiqlal au Maroc : Mehdi Ben Barka fonde l’Union nationale des forces populaires.

- 7 septembre Québec : le premier ministre du Québec Maurice Duplessis meurt à l'âge de 69 ans. Il est terrassé par une hémorragie cérébrale lors d'une visite sur les terres de l’Iron Ore à Schefferville[1].

- 10 septembre : Paul Sauvé remplace Maurice Duplessis comme premier ministre du Québec jusqu'au 2 janvier 1960.

- 12 septembre :  
  - accord commercial entre l'URSS et l'Inde.
  - Lancement de la sonde soviétique Luna 2, qui sera deux jours plus tard la première sonde à se poser sur la Lune.

- 13 septembre (Formule 1) : huitième grand prix de la saison 1959 en Italie, remporté par Stirling Moss sur Cooper-Climax.

- 15 septembre : l'attaque de l'école Poe Elementary (Houston, Texas, États-Unis) par Paul Orgeron dans une école élémentaire fait six morts, dont l'auteur et son fils.

- 15 - 28 septembre : voyage de Nikita Khrouchtchev aux États-Unis. C'est le premier dirigeant soviétique en visite officielle. Il passe un accord pour la tenue prochaine d’une conférence au sommet. Quelques semaines plus tard, Eisenhower fait une tournée dans le Tiers-monde.

- 16 septembre :  annonce de la politique d'autodétermination en Algérie par le général de Gaulle lors d'un discours sur l’autodétermination en Algérie. Lancement par la France d’un plan militaire de grande envergure, le plan Challe.

- 18 septembre : coup d’État au Laos : la droite laotienne porte au pouvoir Phoumi Nosavan, rapidement remplacé par Souvanna Phouma (1960). Le Pathet Lao, dont le leader Souphanouvong est en résidence surveillée, se replie sur ses bases.

- 17 septembre : premier vol propulsé de l'avion expérimental North American X-15.

- 19 septembre : Roger Duchet et Georges Bidault fondent à Paris le Rassemblement pour l'Algérie française.

- 24 septembre : aux États-Unis, dernier épisode de la série Zorro.

- 26 septembre : assassinat de Bandaranaike à Ceylan.

- 28 septembre :  le satellite américain Explorer VI les premières séquences télévisuelles de la Terre depuis l'espace.

- 29 septembre :  autonomie du Brunei qui promulgue sa première constitution écrite.

- 30 septembre : 
  - devant les dirigeants chinois, Khrouchtchev plaide pour la coexistence pacifique des systèmes capitaliste et communiste et s’oppose à la ligne défendue par Pékin.
  - Fermeture de l'aéroport de Croydon, haut-lieu de l'aviation commerciale britannique depuis 40 ans.

## Naissances
- 2 septembre : Guy Laliberté, accordéoniste, échassier, cracheur de feu, homme d'affaires québécois fondateur du cirque du Soleil (Canada).
- 4 septembre : Kevin Harrington, acteur australien.
- 5 septembre : Philippe Dana, animateur de télévision français, présentateur de Ça Cartoon sur Canal + de 1986 à 2009.
- 6 septembre : Thierry Cailleteau, auteur de bandes dessinées français.
- 7 septembre : Drew Weissman, médecin-chercheur américain.
- 8 septembre : Carmen Campagne, auteure-compositeure-interprète canadienne († 4 juillet 2018).
- 9 septembre : Éric Serra, compositeur de musique français.
- 14 septembre :
  - Mary Crosby, actrice américaine.
  - Marc-André 2 Figueres (Marc-André de Figueres de la Sainte Croix dit), plasticien français.
  - Ashlyn Gere, actrice pornographique américaine.
  - François Grin, économiste suisse.
  - Morten Harket, chanteur norvégien du groupe A-ha.
  - Ferenc Hegedűs, escrimeur hongrois.
  - Gheorghe Ialomițianu, homme politique roumain.
  - Haviland Morris, actrice américaine.
- 17 septembre : Charles Lawson (en), acteur irlandais.
- 18 septembre : Ryne Sandberg, joueur américain de baseball († 28 juillet 2025).
- 22 septembre : Mahammed Dionne, homme politique sénégalais († 5 avril 2024).
- 24 septembre : Els Vader, athlète néerlandaise († 8 février 2021).
- 29 septembre :
  - Philippe Caroit, acteur français.
  - Benjamin Sehene, écrivain rwandais.
  - Robert Thibault, homme politique canadien.

- Sans date plus précise
  - Yunsan Meas, écrivain, enseignant universitaire, médecin et responsable sportif français.

## Décès
- 7 septembre : Maurice Duplessis, premier ministre du Québec alors qu'il était en fonction. (° 1890).
- 17 septembre : Frederic Holdrege Bontecou, homme politique américain (° 30 novembre 1893)
- 28 septembre : Rudolf Caracciola, pilote de course automobile allemand puis suisse (° 30 janvier 1901).